# Адміністративний устрій Гайворонського району
Адміністративний устрій Гайворонського району — адміністративно-територіальний поділ Гайворонського району Кіровоградської області на 1 міська рада, 2 селищні ради та 16 сільських рад, які об'єднують 29 населених пунктів та підпорядковані Гайворонській районній раді. Адміністративний центр — місто Гайворон.
05.02.1965 Указом Президії Верховної Ради Української РСР передано Вікнинську та Червонянську сільради Бершадського району Вінницької області до складу Гайворонського району Кіровоградської області.

## Список радГайворонського району
| №  | Назва                        | Центр         | Населені пункти                        | Площа км² | Місце за площею | Населення (2001), чол. | Місце за населенням |
| -- | ---------------------------- | ------------- | -------------------------------------- | --------- | --------------- | ---------------------- | ------------------- |
| 1  | Гайворонська міська рада     | м. Гайворон   | м. Гайворон с. Садове                  |           |                 |                        |                     |
| 2  | Заваллівська селищна рада    | смт Завалля   | смт Завалля                            |           |                 |                        |                     |
| 3  | Сальківська селищна рада     | смт Салькове  | смт Салькове                           |           |                 |                        |                     |
| 4  | Бандурівська сільська рада   | с. Бандурове  | с. Бандурове                           |           |                 |                        |                     |
| 5  | Берестягівська сільська рада | с. Берестяги  | с. Берестяги                           |           |                 |                        |                     |
| 6  | Вікнинська сільська рада     | с. Вікнина    | с. Вікнина                             |           |                 |                        |                     |
| 7  | Долинівська сільська рада    | с. Долинівка  | с. Долинівка с. Переямпіль             |           |                 |                        |                     |
| 8  | Жакчицька сільська рада      | с. Жакчик     | с. Жакчик                              |           |                 |                        |                     |
| 9  | Казавчинська сільська рада   | с. Казавчин   | с. Казавчин с. Бугове                  |           |                 |                        |                     |
| 10 | Могильненська сільська рада  | с. Могильне   | с. Могильне с. Вільховецьке с. Кленове |           |                 |                        |                     |
| 11 | Мощенська сільська рада      | с. Мощене     | с. Мощене                              |           |                 |                        |                     |
| 12 | Покровська сільська рада     | с. Покровське | с. Покровське                          |           |                 |                        |                     |
| 13 | Солгутівська сільська рада   | с. Солгутове  | с. Солгутове                           |           |                 |                        |                     |
| 14 | Соломіївська сільська рада   | с. Соломія    | с. Соломія                             |           |                 |                        |                     |
| 15 | Таужненська сільська рада    | с. Таужне     | с. Таужне с. Тракт с. Червоні Маяки    |           |                 |                        |                     |
| 16 | Тополівська сільська рада    | с. Тополі     | с. Тополі                              |           |                 |                        |                     |
| 17 | Хащуватська сільська рада    | с. Хащувате   | с. Хащувате с. Прогрес                 |           |                 |                        |                     |
| 18 | Чемерпільська сільська рада  | с. Чемерпіль  | с. Чемерпіль с. Березівка с. Ташлик    |           |                 |                        |                     |
| 19 | Червоненська сільська рада   | с. Червоне    | с. Червоне                             |           |                 |                        |                     |